# ز هب هجرالايمن (حرض)

تعديل مصدري - تعديل

ز هب هجرالايمن هي إحدى قرى عزلة الفج بمديرية حرض التابعة لمحافظة حجة، بلغ تعداد سكانها 590 نسمة حسب تعداد اليمن لعام 2004.